# Viviane Zingg
Viviane Zingg est une scénariste, dialoguiste et adaptatrice de cinéma.

## Carrière
Viviane Zingg est responsable de l'histoire romanesque et des unitaires drame, romanesque et feuilletons à France Télévisions.

## Filmographie
Scénariste
- 1991 : L'Héritière, téléfilm
- 1993 : Les Grandes Marées, mini-série télévisée
- 1996 : L'Éducatrice de Pascal Kané
- 2006 : Le Serment de Mado, téléfilm
- 2007 : Les Témoins d'André Téchiné
- 2007 : Le Réveillon des bonnes, mini-série télévisée

Dialoguiste
- 1981 : Histoires extraordinaires : La lettre volée, téléfilm de Ruy Guerra
- 1995 : Une femme dans la tempête, téléfilm
- 1996 : L'Éducatrice de Pascal Kané
- 1997 : Un homme de cœur, téléfilm de Maurice Frydland
- 2007 : Les Témoins d'André Téchiné
- 2009 : L'Apparition de la Joconde de François Lunel

Adaptatrice
- 1994 : Rendez-moi ma fille, téléfilm
- 1997 : Un homme de cœur, téléfilm
- 1998 : Les Insoumis, téléfilm
- 2007 : Les Témoins d'André Téchiné
- 2009 : L'Apparition de la Joconde de François Lunel

Équipe technique
- 2007 : Le Lien, téléfilm de FR3.
- 2008 : L'Amour dans le sang, téléfilm pour FR3.
- 2009 : Le Cœur du sujet, téléfilm pour FR3.
- 2009 : La Passion selon Didier, téléfilm pour FR3.
- 2010 : Big Jim, téléfilm pour France Télévisions.
- 2010 : Famille décomposée, téléfilm pour FR3.
- 2010 : Climats "Les Orages de la passion", téléfilm de Caroline Huppert
- 2010 : La Vie en miettes, film de Denis Malleval
- 2011 : La Danse de l'albatros, téléfilm de Nathan Miller

Réalisatrice
- 2008 : Villa Marguerite, téléfilm

Actrice
- 1981 : L'Année prochaine… si tout va bien

Parolière
- 1981 : L'Année prochaine… si tout va bien (chanson L'Année prochaine si tout va bien)